# پیکربندی مبتنی بر دانش
پیکربندی یا سفارشی سازی مبتنی بر دانش (Knowledge-based configuration) که به آن پیکربندی محصول یا سفارشی سازی محصول نیز گفته می‌شود، فعالیتی است برای سفارشی سازی محصولی خاص برای رفع نیازهای یک مشتری خاص. محصول مورد نظر ممکن است شامل قطعات مکانیکی، خدمات و نرم‌افزار باشد. سفارشی سازی مبتنی بر دانش یک حوزه کاربردی اصلی برای هوش مصنوعی(AI) است و مبنای آن، مدل کردن این سفارشی سازی‌ها به گونه ای است که این امکان را فراهم کند که بتوان با روش‌های هوش مصنوعی، جست و جوی بهتری وابسته به نیازهای آن کاربر خاص انجام داد.

## پیش زمینه
سفارشی سازی مبتنی بر دانش در بخش محصولات و خدمات پیچیده، سابقه طولانی به عنوان یک حوزه مفید هوش مصنوعی دارد. در تعریف غیررسمی، این سفارشی سازی را می‌توان گفت «زمینه ای خاص از طراحی است، به طوری که محصول آن از کنار هم قرار گرفتن بخش‌های از پیش مشخص و به خوبی تعریف شده ساخته می‌شود که محدودیت‌های مورد نیاز را ارضا می‌کنند.» این محدودیت‌ها، همان محدودیت‌های فنی ای است که مربوط به جنبه‌های اقتصادی و فرآیندهای تولید محصول هستند. نتیجه نهایی این فرآیندهای سفارشی سازی، یک محصول سفارشی سازی شدهٔ منسجم است. به عبارتی دیگر، لیستی است از بخش‌های مختلف که حتی در برخی موارد، شامل روابط بین این بخش‌ها هم می‌شود. مثال‌هایی از این سفارشی سازی‌ها عبارت است از کامپیوترهایی که با توجه به نیاز مشتری شخصی‌سازی و تحویل داده می‌شوند یا بسته‌های مالی مربوط به سهام که پیشنهاد می‌شوند و ترکیبی از وام و تضمین کردن ریسک‌های مربوط به این سهام است.

### بخش نظری و پیچیدگی پیکربندی
تعداد زیادی از مسائل عملی مربوط به سفارشی سازی را می‌توان در چارچوب نظریه ناجمن و استاین (Najmann and Stein) بررسی کرد که یک رویکرد بدیهی بوده است و هیج نمودی از دانش را از خود نشان نمی‌دهد. یک نتیجه مهم این روش این است که مسائل معمولی بهینه‌سازی (مانند پیدا کردن کمترین هزینه برای پیکربندی) از نوع مسائل NP-complete هستند؛ بنابراین آنها به زمان محاسبه بسیار زیادی نیاز دارند و این موضوع باعث شده است که برای محصولات پیچیده، الگوریتم‌های پیکربندی اکتشافی نسبت به سایر الگوریتم‌ها ترجیح داده شوند.

## سیستم‌های پیکربندی
سیستم‌های پیکر بندی یا سفارشی سازی که به آن‌ها سفارشی ساز یا جعبه ابزار سفارشی سازی انبوه نیز گفته می‌شود، یکی از موفق‌ترین زمینه‌هایی است که هوش مصنوعی در آن پیاده‌سازی شده است و برای مثال می‌توان از موفقیت در صنعت خودرو، صنعت مخابرات، صنعت کامپیوتر و ترانسفورمرهای برق نام برد. پس از شروع با رویکردهای قانونمند مانند R1/XCON، رویکردهای مدل دار نمایش دانش (بر خلاف رویکرد قانونمند)، توسعه داده شده‌اند تا کاملاً زمینه دانش تولید محصول را از زمینه دانش‌های حل مسئله جدا کنند. نمونه‌هایی از این موضوع در مسائل ارضای محدودیت، مسائل صدق پذیری بولی و برنامه‌نویسی مجموعه جواب (ASP) قابل مشاهده است. دو مفهوم از سفارشی سازی دانش مهم‌ترین مفاهیم آن هستند. مهم‌ترین مفاهیم در این زمینه عبارتند از: اجزا، درگاه‌ها، منابع و توابع. این جداسازی دانش محصول و دانش حل مسئله، باعث افزایش تأثیر پیشرفت و نگهداری برنامه‌های سفارشی سازی شده است چرا که تغییرات در زمینه دانش محصول، بر استراتژی‌های جست و جو اثر نمی‌گذارند و برعکس.
همچنین سفارشی سازی‌ها گاهی به عنوان «بسته ابزار نوآوری آزاد» یاد می‌شوند، یعنی ابزارهایی که از مشتریان در مرحله تشخیص محصول پشتیبانی می‌کنند. در این زمینه، مشتریان خود نوآورانی هستند که نیازهای خود را بیان می‌کنند و این باعث تولید محصولات خلاقانه جدید می‌شود. «سرگردانی انبوه» حاصل از هدف تعداد بسیار زیادی پاسخ ممکن قرار گرفتن (زیادی بیش از حد انتخاب‌ها)، پدیده ای است که بیشتر مواقع همراه با استفاده از سفارشی سازی تکنولوژی‌ها پدید می‌آید. این پدیده انگیزه ای برای ساخت محیط‌های سفارشی سازی شخصی شد که از دانش و ترجیحات مشتری استفاده می‌کنند.

## پردازش کردن پیکربندی
سفارشی کردن هسته یا به عبارتی دیگر راهنمایی کردن کاربر و سپس بررسی میزان مطابقت نیازهای این کاربر با اطلاعات موجود در پایگاه دانش، نمایش جواب و ترجمه کردن نتایج این سفارشی سازی به صورت فهرست مواد اولیه (BOM) از وظایف اصلی است که توسط پیکربندی انجام می‌شود. سفارشی سازی‌های وابسته به دانش، در بیشتر مواقع با استفاده از زبان‌های اختصاصی ساخته می‌شوند. در بیشتر موارد پایگاه‌های دانش توسط مهندسین دانشی توسعه می‌یابد که محصول را تولید و تبلیغ می‌کنند و سپس به فروش می‌رسانند. سفارشی سازی پایگاه دانش، از یک توصیف رسمی از ساختار یک محصول و محدودیت‌های بیشتر تشکیل شده است که محدودیت‌های بیشتر برای محدود کردن ویژگی‌های احتمالی و ترکیب‌های اجزا است.
سفارشی سازهایی که به عنوان پیکربندی کننده محصول مبتنی بر ویژگی شناخته می‌شوند، از مجموعه ای از متغیرهای گسسته استفاده می‌کنند که یا باینری (۰ یا ۱) هستند یا یکی از چندین مقدار ممکن را دارا هستند و این متغیرها، هر نوع محصولی که بخواهیم را می‌توانند تعریف کنند.

## پیکربندی نرم‌افزار و سرویس
به تازگی، سفارشی سازی مبتنی بر دانش در زمینه‌های سفارشی سازی نرم‌افزار و سرویس گسترش یافته است. نرم‌افزارهای پیکربندی مبتنی بر مدل روی دوپایه بنا شده‌اند: مدل کردن ویژگی و متصل کردن اجزا. هستی‌شناسی دامنه Kumbang تمام رویکردهای قبلی را بر اساس سفارشی سازی مبتنی بر دانش سنتی با هم ترکیب می‌کند.